# Casa Howard (film)
Casa Howard (Howards End) è un film del 1992 diretto da James Ivory, basato sull'omonimo romanzo di Edward Morgan Forster. 
Il cast unisce quattro grandi del cinema britannico: Vanessa Redgrave, Anthony Hopkins, Helena Bonham Carter ed Emma Thompson, quest'ultima  premiata come migliore attrice agli  Oscar 1993, cerimonia durante la quale il film vinse 3 statuette in totale.

## Trama
Londra, primi anni del XX secolo. I tre fratelli Margaret, Helen e Tibby Schlegel, di idee liberali, hanno conosciuto durante un viaggio la famiglia Wilcox, composta da Henry e Ruth Wilcox, una nota coppia dell'alta società edoardiana, e i loro figli Charles (prossimo alle nozze con Dolly), Paul ed Evie. Tra di loro nascono sentimenti di amicizia, in particolare Helen va spesso a trovare i Wilcox nel loro cottage, Casa Howard, di proprietà di Ruth Wilcox in quanto lasciatole dalla sua famiglia d'origine. Gli Schlegel vivono con la zia Juley in una casa nel quartiere di Wickham, che presto dovrà essere abbattuta per fare spazio a nuovi palazzi di appartamenti.
Un bacio tra Helen e Paul, il figlio dei Wilcox, fa credere a quest'ultima che i due possano fidanzarsi ma il ragazzo non è dello stesso avviso. I rapporti fra le due famiglie si interrompono bruscamente. 
Helen torna dalla sua famiglia e mesi dopo, una sera, uscendo da un concerto, prende per sbaglio l'ombrello di un giovane, Leonard Bast, che per riaverlo la segue sotto la pioggia fino a casa, dove conosce Margaret. Per il matrimonio di Charles Wilcox la famiglia Wilcox affitta una casa vicino a quella degli Schlegel.
Dopo qualche tempo, poiché Helen andrà a trovare una parente in Germania e Paul si trasferisce in Nigeria, cadono i motivi che avevano allontanato le due famiglie, e nasce una profonda amicizia fra Ruth Wilcox e Margaret Schlegel, che, nonostante la differenza d'età, si comprendono e si apprezzano. Margaret approfitta della temporanea vicinanza per visitare spesso Ruth, ormai malferma in salute. Ruth, che è anche un po' nevrastenica, soffre per il marito freddo e distante e si sente trascurata dai figli egoisti e materialisti. Sentendo che la ragazza è addolorata per dover lasciare a breve l'abitazione dove vive, Ruth vuole condurla a Casa Howard. Ma lo stato di salute di Ruth si aggrava; la donna, consapevole di essere alla fine, scrive a fatica un biglietto, senza data e senza firma, in cui dichiara di voler lasciare Casa Howard a Margaret Schlegel. Henry, una volta rimasto vedovo, viene in possesso del testamento olografo e lo brucia, d'accordo con i figli. Helen si affeziona a Leonard Bast, sposato con la rozza Jacky, e rimane incinta, per la qual cosa si trasferisce in Germania, ma la malattia della zia Juley la costringe a tornare a Londra. 
Intanto Henry e Margaret hanno scoperto di amarsi. Durante la festa del loro fidanzamento, Jacky, ubriaca, riconosce in Henry un ex "cliente", incontrato a Cipro ai tempi della sua giovinezza squattrinata e tumultuosa. Henry era quindi stato infedele a Ruth e di ciò ora si vergogna, ma Margaret lo perdona. Quando però l'uomo scopre che Helen è stata messa incinta da Leonard, incarica Charles di punire quest'ultimo, che nel frattempo ha perso il lavoro. Charles finisce per provocare accidentalmente la morte di Leonard durante una furibonda lite. Un anno dopo questi fatti, Henry comunica, d'accordo con i figli, che alla sua morte Casa Howard resterà a Margaret, esattamente come Ruth aveva stabilito.

## Riconoscimenti
- 1993 - Premio Oscar
  - Miglior attrice protagonista a Emma Thompson
  - Migliore sceneggiatura non originale a Ruth Prawer Jhabvala
  - Migliore scenografia a Luciana Arrighi
  - Candidatura Miglior film a Ismail Merchant
  - Candidatura Migliore regia a James Ivory
  - Candidatura Miglior attrice non protagonista a Vanessa Redgrave
  - Candidatura Migliore fotografia a Tony Pierce-Roberts
  - Candidatura Migliori costumi a Jenny Beavan e John Bright
  - Candidatura Miglior colonna sonora a Richard Robbins
- 1993 - Golden Globe
  - Miglior attrice in un film drammatico a Emma Thompson
  - Candidatura Miglior film drammatico
  - Candidatura Migliore regia a James Ivory
  - Candidatura Migliore sceneggiatura a Ruth Prawer Jhabvala
- 1993 - Premio BAFTA
  - Miglior film
  - Miglior attrice protagonista a Emma Thompson
  - Candidatura Migliore regia a James Ivory
  - Candidatura Miglior attore non protagonista a Samuel West
  - Candidatura Miglior attrice non protagonista a Helena Bonham Carter
  - Candidatura Migliore sceneggiatura non originale a Ruth Prawer Jhabvala
  - Candidatura Migliore fotografia a Tony Pierce-Roberts
  - Candidatura Migliore scenografia a Luciana Arrighi
  - Candidatura Migliori costumi a Jenny Beavan e John Bright
  - Candidatura Miglior trucco a Christine Beveridge
  - Candidatura Miglior montaggio a Andrew Marcus

- 1993 - David di Donatello
  - Miglior attrice straniera a Emma Thompson
- 1993 - Nastro d'argento
  - Migliore scenografia a Luciana Arrighi
- 1992 - Festival di Cannes
  - Premio speciale del 45º anniversario a James Ivory
  - Candidatura Palma d'oro a James Ivory
- 1993 - Premio César
  - Candidatura Miglior film straniero a James Ivory
- 1992 - National Board of Review Award
  - Miglior film
  - Migliori dieci film
  - Migliore regia a James Ivory
  - Miglior attrice protagonista a Emma Thompson
- 1993 - Boston Society of Film Critics Award
  - Miglior attrice protagonista a Emma Thompson
- 1993 - Kansas City Film Critics Circle Award
  - Miglior attrice protagonista a Emma Thompson
- 1992 - Los Angeles Film Critics Association Award
  - Miglior attrice protagonista a Emma Thompson
- 1993 - Chicago Film Critics Association Award
  - Miglior attrice protagonista a Emma Thompson
- 1992 - New York Film Critics Circle Award
  - Miglior attrice protagonista a Emma Thompson
  - Candidatura Miglior film
- 1993 - American Society of Cinematographers
  - Candidatura Migliore fotografia a Tony-Pierce Roberts
- 1993 - Argentinean Film Critics Association Award
  - Candidatura Miglior film straniero a James Ivory

- 1993 - Bodil Award
  - Miglior film europeo a James Ivory
- 1993 - Camerimage
  - Candidatura Rana d'Oro a Tony-Pierce Roberts
- 1993 - Directors Guild of America
  - Candidatura DGA Award a James Ivory
- 1993 - Evening Standard British Film Award
  - Miglior film a James Ivory
  - Miglior attrice a Emma Thompson
- 1993 - London Critics Circle Film Award
  - Film britannico dell'anno
- 1992 - British Society of Cinematographers
  - Migliore fotografia a Tony-Pierce Roberts
- 1993 - Guild of German Art House Cinemas
  - Miglior film straniero a James Ivory
- 1993 - National Society of Film Critics Award
  - Miglior attrice protagonista a Emma Thompson
  - Candidatura Miglior attrice non protagonista a Vanessa Redgrave
- 1993 - Political Film Society
  - Candidatura PFS Award
- 1993 - Southeastern Film Critics Association Award
  - Miglior film
  - Miglior attrice protagonista a Emma Thompson
  - Candidatura Miglior attore a Anthony Hopkins
- 1993 - USC Scripter Award
  - USC Scripter Award a Ruth Prawer Jhabvala e E. M. Forster (Autore)
- 1993 - Writers Guild of America
  - Candidatura WGA Award a Ruth Prawer Jhabvala